# Байсеитов, Бахтияр Даниярович
Бахтияр Даниярович Байсеитов (каз. Бақтияр Даниярұлы Байсейітов; 27 августа 1952, Шымкент, Казахская ССР, СССР) — советский и казахстанский футболист и тренер. Единственный играющий тренер в истории сборной Казахстана по футболу.

## Биография
С детских лет увлекался футболом. Родился в совхозе Капланбек, школу окончил в селе Мамаевка Южно-Казахстанской области.
После школы поступил на факультет физической культуры Чимкентского педагогического института.
В 1988—1990 годах учился в Высшей школе тренеров в Москве.
В 2006 году был советником президента Федерации футбола Казахстана.
В 2015—2016 вице-президент Федерации футбола Казахстана.
С 2015—2017 — главный тренер футбольного клуба «Ордабасы».
С 2017 — президент «Ордабасы».

## Карьера

### Игрок
Карьеру игрока начал в юношеской сборной Чимкента. Затем стал игроком в чимкентском «Мелиораторе». Будучи капитаном команды и основным нападающим, неоднократно становился победителем в казахстанской зоне Второй лиги СССР.
Его успехи и авторитет в клубе были настолько значительны, что после окончания футбольной карьеры он уже на следующий год стал главным тренером родного клуба.

### Тренер
В 1986—1988 годах был тренером футбольного клуба «Мелиоратор» из Чимкента. Под руководством тренера клубу не удалось пробиться в Первую лигу. После чего наступает перерыв в работе.
После распада Советского Союза клуб «Кайрат» готовился к чемпионату СНГ по футболу 1992 года. По этой причине в команду собрали лучших футболистов республики, а на тренерский пост был приглашён Байсеитов, который был старшим тренером в системе клуба с 1989 года. Однако идея общего чемпионата не была реализована и команда с сильнейшим составом стала первым Чемпионом Казахстана и обладателем Кубка Казахстана. Однако уже в сезоне 1993 года команда становится только 11-й, что приводит к отставке тренера. В одном из интервью утверждал, что Курбан Бердыев взял с него пример ходить с чётками, будучи его помощником в «Кайрате».
Одновременно с должностью тренера «Кайрата» Байсеитов стал первым тренером сборной Казахстана по футболу в 1992—1993 годах. Это единственный тренер сборной, при котором сборная страны не проиграла ни одного матча с коэффициентом побед в 57 % (правда, играли только со сборными постсоветских среднеазиатских республик) . Будучи главным тренером сборной Казахстана, 3 июля 1992 года вышел на замену в товарищеском матче против сборной Ливии и забил единственный мяч.
Спустя 10 лет был приглашён на должность тренера футбольного клуба «Ордабасы» (бывший «Мелиоратор»), где был тренером в 2003—2004 гг, однако значительных достижений не добился. Причиной ухода сам тренер называл несогласие с недостаточно высокими целями шымкентского клуба на сезон 2005 года.
В 2006 году вернулся в «Кайрат», однако пробыл на посту рулевого только полгода. 20 августа 2006 года во время матча «Кайрата» с «Алма-Атой» Ермек Сырлыбаев, генеральный директор команды, запретил команде продолжать игру, мотивируя это претензиями к качеству судейства. К этому моменту «Алма-Ата» выигрывала со счетом 2:0. Игроки команды поддержали решения руководства клуба, однако сам Байсеитов подал в отставку.
В 2007 году возглавил клуб «Атырау» во второй половине сезона и спас команду от вылета в Первый дивизион, заняв 14-е место из 16-ти.
В 2015 году вновь стал тренером «Ордабасы». В сезонах 2015 и 2016 года команда занимала четвёртые места и получала путёвки в еврокубки.

## Достижения
ФК «Кайрат»:
- Чемпион Казахстана: 1992
- Обладатель Кубка Казахстана: 1992